# Attilio Simonetti

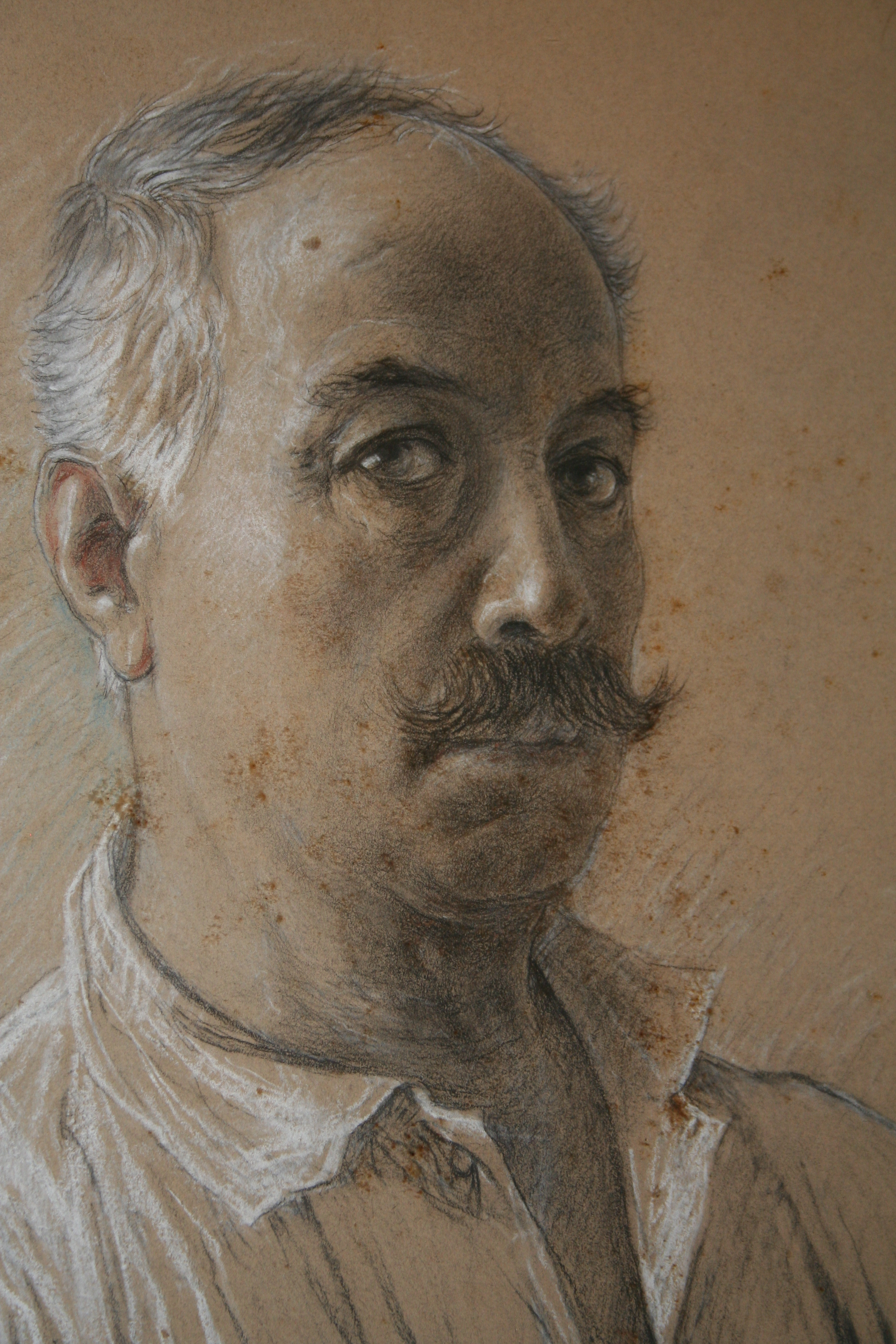
Attilio Simonetti

Attilio Simonetti (* 13. April 1843 in Rom; † 14. Januar 1925 ebenda) war ein römischer Genremaler und Kunsthändler.

## Leben
Attilio Simonetti stammte aus einer Künstlerfamilie: Der Vater Francesco Simonetti war seit 1828 als Silberschmied tätig, sein jüngerer Bruder Ettore (1857–1909), sein Neffe Amedeo (1874–1922) und dessen Sohn Virgilio (1897–1922) waren ebenfalls Maler.
Attilio Simonetti wurde zu einem Schüler und engen Freund des Katalanen Mariano Fortuny während dessen Aufenthalt in Rom. Von diesem erlernte er die Aquarell-Maltechnik.
Zusammen mit Ettore Roesler Franz und acht weiteren Malern gründete er 1875 die Associazione degli Acquarellisti in Rom, welche unter anderem jährliche Ausstellungen organisierte. In mehreren Katalogen der Vereinigung war er jedoch nur als Mitglied vertreten; eigene Werke waren nicht verzeichnet.
Er stellte 1877 in Neapel die Bilder Dopo il ballo (heute im Museo Irpino in Avellino), Un araldo, Un tamburo, Ogni speranza è morta und Via Giuseppe Mancinelli in Palazzuolo Castrocelo aus. Im Jahr 1883 beteiligte er sich an der Mostra di Belle Arti in Rom mit den Aquarellbildern Un governatore, Gioia materna und La filatrice.
Neben seinem künstlerischen Schaffen betätigte sich Simonetti auch als Sammler und Händler von alten Kunstwerken. Irgendwann gab er sogar die Malerei auf, um sich ganz dem Handel zu widmen. 1883 erfolgte eine Verkaufsausstellung seiner Sammlung im Palazzo Theodoli in Rom.
Heutzutage wird das Antiquariat in sechster Generation als Goffi Carboni Antiquariato weitergeführt.

## Weitere Werke
- La lettera d’amore
- La Sommarata, 1860, Öl auf Leinwand, 74 × 109 cm, Private Kollektion
- Attrice pompeiana, ca. 1860–1899, Öl auf Leinwand, 44 × 63,5 cm, Museo dell’Ottocento, Villa Belgiojoso Bonaparte, Mailand